# Rhagonycha ondreji
Rhagonycha ondreji là một loài bọ cánh cứng trong họ Cantharidae. Loài này được Svihla miêu tả khoa học năm 2006.